# Tetraopes melanurus
Tetraopes melanurus es una especie de escarabajo longicornio del género Tetraopes, tribu Tetraopini, subfamilia Lamiinae. Fue descrita científicamente por Schönherr en 1817.
El período de vuelo ocurre durante los meses de mayo, junio, julio y agosto.

## Descripción
Mide 7,5-12 milímetros de longitud.

## Distribución
Se distribuye por Canadá y los Estados Unidos.